# 田島地震
座標: 北緯37度20.1分 東経139度52.4分 / 北緯37.3350度 東経139.8733度
田島地震（たじまじしん）とは、1943年（昭和18年）8月12日に、日本の福島県会津地方で発生したマグニチュード(M)6.2の地震である。那須山付近で発生した地震としては観測開始以来最大規模の地震であった。

## 概要
1943年8月12日、13時50分頃、福島県会津地方の田島町（現：南会津町）付近を震源とする地震が発生。震源の深さはおよそ26 kmで、地震の規模マグニチュード（M）は6.2であった。M5.3の余震が8月13日と28日に発生している。

## 震度
震度2以上の地点は以下の通り。
当時はまだ、特定の市区町村にしか震度計が設置されていなかったため、震度計で観測された最大震度は3であったが、被害状況や地震の規模などから、震央付近の震度はさらに大きかった可能性がある。
| 震度 | 都道府県 | 観測点                                                       |
| ---- | -------- | ------------------------------------------------------------ |
| 3    | 福島県   | 白河市郭内                                                   |
| 3    | 茨城県   | 筑波山測候所                                                 |
| 2    | 山形県   | 酒田市亀ヶ崎（旧）・山形市緑町                               |
| 2    | 福島県   | 福島市松木町・いわき市小名浜                                 |
| 2    | 茨城県   | 水戸市金町（旧）・石岡市柿岡                                 |
| 2    | 群馬県   | 前橋市昭和町（旧）                                           |
| 2    | 新潟県   | 上越市大手町（旧）・新潟市中央区幸西・佐渡市相川三町目（旧） |
| 2    | 長野県   | 軽井沢町追分（旧）・軽井沢旧測候所                           |

## 被害
土蔵・住家の壁落ちや亀裂が入るなどの被害のほか、それほど大規模ではないが、崖崩れが起こるなどの被害が出た。震央付近では負傷者が出た。